# Arguijo (Soria)
Arguijo es una localidad de la provincia de Soria, partido judicial de Soria ,  Comunidad Autónoma de Castilla y León, España. Pueblo de la comarca de Almarza que pertenece al municipio de La Póveda de Soria

## Historia
Existen dos referencias históricas sobre el Villar de Arguijo y Santa María del Villar de Arguijo en la Colección diplomática de Juan Loperráez, una de ellas del 26 de julio de 1148.
Sobre la base de los datos del censo de Pecheros de 1528, en el que no se contaban eclesiásticos, hidalgos y nobles, se registra la existencia 44 pecheros, es decir unidades familiares que pagaban impuestos.
A la caída del Antiguo Régimen la localidad se constituye en municipio constitucional en la región de Castilla la Vieja, partido de Soria, que en el censo de 1842 contaba con 65 hogares y 263 vecinos. 
A finales del siglo XX desaparece el municipio porque se integra en La Póveda de Soria.

## Geografía humana

### Demografía
| Gráfica de evolución demográfica de Arguijo entre 1842 y 1960 |
| |
| Población de derecho según los censos de población del INE Población de hecho según los censos de población del INEEntre el censo de 1970 y el anterior, este municipio desaparece porque se integra en el municipio 42141 (La Poveda de Soria) |

En el año 2000 contaba con 32 habitantes, concentrados en el núcleo principal, pasando a 33 en 2014.

## Lugares de interés
- Iglesia de San Juan Bautista.
- Ermita de la Virgen del Villar.

## Fiestas
- La Virgen Y San Roque (15  y 16 de agosto).
- Romería a la Virgen de Fátima celebrada el domingo anterior al 18 de julio y relacionando con la trashumancia que era importante en esta zona y la aparición de la Virgen de Fátima a los pastores de Portugal.